# Saja
Saja (v korejském originále 사자, anglický přepis: The Divine Fury) je jihokorejský akční horor, který napsal a zrežíroval Kim Ču-hwan. Hlavní role ztvárnili Pak So-džun, Ahn Sung-ki a U To-hwan. Film měl premiéru 31. července 2019.

## Synopse
Film vypráví příběh Jong-hua (Pak So-džun), mistra bojových umění, který se po tragickém dětství zříká své víry v Boha. Pomocí hněvu a zlých sil se stane úspěšným MMA bojovníkem. Po démonickém záchvatu se mu na jedné ruce objeví stigma, které ho nutí hledat pomoc otce Ahna (Ahn Sung-ki), který je zároveň schopným exorcistou. Kněz v něm objeví potenciál, jakmile pomocí svého stigmatu porazí démona. Z otce Ahna a Jong-hua se tak stávají partneři, kteří velmi efektivně posílají démony zpět do pekla. V cestě jim ale stojí Či-šin (U To-hwan), který dobrovolně upsal svou duši ďáblu.

## Obsazení
| Pak So-džun    | Jong-hu                          |
| Ahn Sung-ki    | otec Ahn                         |
| U To-hwan      | Či-šin                           |
| Park Ji-hyun   | Soo-jin                          |
| Jung Ji-hoon   | Ho-seok                          |
| Sim Hee-seop   | otec Kim                         |
| Lee Seol       | Seol (cameo)                     |
| Seo Jeong-yeon | Soo-jinova matka                 |
| Jo Eun-hyung   | Hong-jin                         |
| Park Jin-joo   | žena z čínské restaurace (cameo) |
| Choi Woo-shik  | otec Choi (cameo)                |
| Kim Si-eun     | Nun Theresa (cameo)              |
| Lee Seung-hee  | posedlý muž (cameo)              |
| Kim Seon-min   | Angela                           |
| Jung Eui       | Veronica                         |
| Kim Bum-soo    | Bum-soo                          |
| Lee Chan-yoo   | Jong-hu (mladý)                  |